# Климент VII
Климент VII (Джуліо ді Джуліано де Медічі; 26 травня 1478 — 25 вересня 1534) — 219-й Папа Римський, понтифікат якого тривав з 19 листопада 1523 до 25 вересня 1534 року, останній Папа епохи Відродження.

## Джуліо де Медічі
Джуліо де Медічі народився 26 травня 1478 року. Був позашлюбним сином Джуліано Медічі, брата Лоренцо Медічі і Фйоретти Горіні. Адріан VI призначив його архиєпископом Флоренції і кардиналом. У листопаді 1523 року, після двомісячних суперечок кардинали обрали його Папою. Його понтифікат, який тривав 11 років, був чередою безперервних поразок і невдач.

## Міждержавні суперечки
Не маючи ніяких дипломатичних здібностей, він вступив у переговори з Францією, Венецією і Міланом проти зростаючої могутності Габсбургів. Армія Карла V виявилася сильнішою. Німецькі війська прорвалися в Рим і піддали місто такому руйнуванню, якого не пригадують з часів навали варварів. Руйнування столиці християнства, відоме в історії як «Sacco di Roma», закінчило еру папства епохи Відродження. Климент VII пересидів облогу за товстими стінами Замку св. Ангела. Наприкінці семи місяців він визнав іспано-німецьке панування на Апеннінському півострові, а у 1530 р. визнав за Карлом V право на імператорську корону. Щоб не втратити повністю підтримки французів, Климент умовив свою племінницю Катерину Медічі одружитися з сином Франциска I — Генріхом II Валуа.
В останні роки понтифікату Климента VII відбувся розкол між англійською і римською церквами. Причиною його був не тільки конфлікт між Климентом VII і Генріхом VIII, якого Лев Х нагородив титулом «найкатолицькішого короля» Англії. Генріх вимагав визнати недійсним його шлюб із Катериною Арагонською, у чому Папа йому відмовив, попри те, що спочатку обіцяв це. Його відмова розірвати шлюб англійського короля Генріха VIII з Катериною Арагонською привела до розриву англіканської церкви з Римом. Відділення англійської церкви від папства мало однак більш глибокі причини, пов'язані з традиціями християнства на Британських островах та з надмірним автократизмом папства.
Климент VII помер 25 вересня 1534 р. і був похований в Санта-Марія-сопра-Мінерва. Населення Рима, яке різко зменшилося після перенесеної поразки, не оплакувало його.